# Isabelle Delorme
Pour les articles homonymes, voir Delorme.
Isabelle Delorme est une pianiste, compositrice et pédagogue canadienne née le 14 novembre 1900 à Montréal et morte dans la même ville le 20 février 1991.

## Biographie
Isabelle Delorme naît le 14 novembre 1900 à Montréal.
Elle étudie à l'École de musique Vincent-d'Indy d'Outremont et apprend le piano auprès d'Arthur Letondal, ainsi que le violon avec Albert Chamberland et Agostino Salvetti. Elle obtient un brevet d'enseignement de l'académie de musique du Québec et se perfectionne en composition avec Claude Champagne entre 1929 et 1939.
En 1943, elle devient professeure d'écriture et de solfège au Conservatoire de musique de Montréal, poste qu'elle occupe durant trente-six ans. Elle forme ainsi de nombreux élèves, tels Andrée Desautels, Jacques Hétu, Roger Matton, François Morel ou André Prévost.
En 1955 et 1956, elle participe aux sessions estivales du Conservatoire américain de Fontainebleau et étudie auprès de Nadia Boulanger.
Comme compositrice, Isabelle Delorme est l'auteure de plusieurs partitions, écrites « dans un style lyrique et traditionnel, aux harmonies classiques », jouées mais non éditées.
Elle meurt le 20 février 1991 à Montréal et est inhumée au cimetière Notre-Dame-des-Neiges.

## Œuvres
Parmi ses compositions, figurent notamment des pages pour orchestre à cordes (ou quatuor à cordes) :
- Fantaisie, choral et fugue
- Prélude et fugue
- Suite
- Berceuse dans le style ancien (également en version pour piano)
- Andante, créé en 1941 sous la direction de Jean Deslauriers, interprété plusieurs fois par l'orchestre de la Société Radio-Canada à Montréal